# Peloribates hungaricus
Peloribates hungaricus är en kvalsterart som först beskrevs av Balogh 1943.  Peloribates hungaricus ingår i släktet Peloribates och familjen Haplozetidae. Inga underarter finns listade i Catalogue of Life.